# Židovi Bijeljine
Židovi su nekadašnja etnička i vjerska skupina koja je djelovala u Bijeljini, u Bosni i Hercegovini. Sjedište Židovske općine se nalazilo u Bijeljini. 

## Povijest
Najraniji tragovi o naseljavanju Židova u Bijeljini potječu iz polovice 19. stoljeća. Tada su se u ovaj grad naselile obitelji Sefarda, koji su došli iz Soluna, Skoplja i Sarajeva. Prve su se doselile obitelji Papo, Salom, Danon, Altarac i Alkalaj. Prema osmanskom popisu stanovništva iz 1865. godine u Zvorničkom sandžaku (kasnije tuzlanski okrug) samo je u Bijeljini bilo Židova - popisane su 93 muške glave. To je bio i najbolji dokaz da je Bijeljina bila središte trgovine u sjeveroistočnoj Bosni, jer je poznato da su se Židovi najrađe naseljavali u one gradove koji su imali najbolje uvjete za ovu vrstu zanimanja. Već 1867. godine Židovi u Bijeljini imali su svoj hram i konfesionalnu osnovnu školu, tzv. Meldar s 11 muških učenika (školu su pohađala samo muška djeca). Židovska osnovna škola - Meldar nalazila se do početka Drugoga svjetskog rata u ulici odmah iza Srpsko-pravoslavnog arhijerejskog namjesništva, u blizini tadašnje gimnazije. Škola je bila smještena u prizemnoj zgradi. Meldar je uništen za vrijeme Drugoga svjetskog rata. Uz hram Židovi su imali priručnu knjižnicu. Sefardi su se uglavnom naselili u djelu grada oko Srpske osnovne škole (kasnije gimnazija), u Šabića mahali. Od doseljenja većina Židova bila je naseljena u nekadašnjoj ulici Maršala Tita i ulici Fadila Jahića Španca, do gradskog parka. Nakon 1878. godine u Bijeljinu su se počeli doseljavati Aškenazi, pa je sinagoga sagrađena 1895. godine.
Svi Židovi, u granicama svojih sposobnosti, radili su na prosperitetu Semberije. Bijeljinski Židovi su se najčešće bavili trgovinom, ali i drugim naročito zanatskim zanimanjima kao i činovničkim profesijama. U razdoblju između dva svjetska rata, 1925. godine u Bijeljini je osnovana Jevrejska banka, ali je zbog jake konkurencije likvidirana 1928. godine. Ipak, zahvaljujući Židovima, grad je znatno napredovao na ekonomskom i kulturnom polju, no to se sve promijenilo 1941. godine.
Na početku Drugoga svjetskog rata u Bijeljini je živjelo 350 Židova. Odmah poslije okupacije Jugoslavije domaći "kulturbundovci" stavili su se na raspolaganje njemačkoj vojsci. Oni su već u travnju 1941. godine započeli opću pljačku židovskih radnji i stanova. U blizini Bijeljine nalazilo se selo Petrovo Polje, u kome je živjelo mnogo Nijemaca. Odmah po okupaciji ovo selo je promijenilo ime u Schonborn. To je bilo ime jednog njemačkog majora koji je zapovijedao zauzećem Bijeljine. Domaći Nijemci odmah su zauzeli sve židovske radnje, i to ne kao povjerenici, već su se ponašali kao vlasnici. Prave vlasnike tih radnji vodili su na prisilne radove, zlostavljali ih i raspolagali njima kao svojim robovima.
Tijekom 1941. godine bijeljinski Židovi su u više mahova po naređenju Karla Lajtenbergera, krajslajtera Kulturbunda i Folksdojčera Hajnriha Vinterkorna morali predati novac, zlato i dragocjenosti, jer su im zaprijetili strijeljanjem ako ne izvrše naredbu. Nitko nije smio ostati kod svoje kuće, izuzev dvije žene u mješovitom braku, od kojih je jedna ubijena. U logore je odvedeno 200 Židova, od kojih se nijedan nije vratio. Od prebjeglih na oslobođen teritorij, kao aktivisti i borci narodnooslobodilačke borbe, poginulo ih je 11, 7 su bili uhvaćeni od 13 SS divizije. Ostatak se spasio prelaženjem na oslobođeni teritorij, bijegom na talijansko-okupacijsko područje i u vojnom zarobljeništvu.

## Sinagoga
Sinagoga je izgrađena početkom 19. stoljeća. Bila je veoma prostrana s galerijama na katu i s dva tornja. Sadržavala je i elemente orijentalne arhitekture. Posljednjih nekoliko godina hram su opsluživala dva rabina. Rabini su obavljali vjersku službu i u drugim vjerskim poslovima, osim ostalog i u vjerskom ritualu klanja stoke i peradi za židovsko stanovništvo. Tijekom Drugoga svjetskog rata Nijemci, a posebno njemačka manjina iz Francjosefsfelda (Novo selo), izvršili su pogrom nad židovskim hramom i onesposobili ga za svaku uporabu.

## Vanjske poveznice
- Jevreji Bijeljine